# Julia Pauli
Julia Pauli (* 1970 in Essen) ist eine deutsche Ethnologin.

## Leben und Werk
Von 1990 bis 1995 studierte sie Ethnologie, Germanistik, Theater-, Film- und Fernsehwissenschaft und als Zweitstudiengang Diplom-Psychologie an der Universität zu Köln. Seit 2011 lehrt sie als Professorin (W2) am Institut für Ethnologie der Universität Hamburg.
Ihre Forschungsschwerpunkte sind Verwandtschaftsethnologie, Migration und transnationale Gemeinschaften, Geschlechterforschung, Kultur und Demographie, Konsum und Klasse. Ihre regionalen Bezüge sind das südliche Afrika (Namibia) und Lateinamerika (Mexiko).
Pauli ist mit dem Ethnologen Michael Schnegg verheiratet, der ebenfalls am Hamburger Institut für Ethnologie praktiziert.

## Schriften (Auswahl)
- Das geplante Kind. Demographischer, wirtschaftlicher und sozialer Wandel in einer mexikanischen Gemeinde. Münster 2000, ISBN 3-8258-5120-6.
- mit Erdmute Alber, Bettina Beer und Michael Schnegg (Hrsg.): Verwandtschaft heute. Positionen, Ergebnisse und Perspektiven. Berlin 2010, ISBN 3-496-02832-7.
- mit Angelika Redder, Roland Kießling, Kristin Bührig, Bernhard Brehmer, Ingrid Breckner und Jannis Androutsopoulos (Hrsg.): Mehrsprachige Kommunikation in der Stadt. Das Beispiel Hamburg. Münster 2013, ISBN 978-3-8309-2965-9.
- mit Bettina Beer und Hans Fischer (Hrsg.): Ethnologie. Einführung in die Erforschung kultureller Vielfalt. Berlin 2017, ISBN 3-496-01559-4.
- Return migration. In: Handbook of Culture and Migration. Hrsg.: Jeffrey H. Cohen und Ibrahim Sirkeci, Edward Elgar Publishing, Cheltenham, 2021, ISBN 9781789903461.